# Eselborn
Eselborn (Luxemburgs: Eeselbur) is een plaats in de gemeente Clervaux en telt ongeveer 342 inwoners